# サンデー・ラバーズ
『サンデー・ラバーズ』（イタリア語: I seduttori della domenica, 「日曜日の誘惑」の意）は、1980年（昭和55年）製作・公開、イタリア・フランス合作のオムニバス映画である。英語題 Sunday Lovers （「日曜日の恋人たち」の意）、フランス語題 Les Seducteurs （「誘惑者たち」の意）。なお、ビデオ（VHS）発売時にはサンデー・ラバーズ／…というわけで恋の策略おしえます!!というタイトルで出ていた。

## 構成
1. 第一話『ロンドン』 - イタリア語: Londra / 英語: An Englishman's Home : 監督ブライアン・フォーブス
2. 第二話『パリ』 - イタリア語: Parigi / 英語: The French Method : 監督エドゥアール・モリナロ
3. 第三話『ロス』 - イタリア語: Los Angeles / 英語: Skippy : 監督ジーン・ワイルダー
4. 第四話『ローマ』 - イタリア語: Roma / 英語: Armando's Notebook : 監督ディーノ・リージ

## 略歴・概要
本作は、1980年、イタリアの製作会社メドゥーザ・プロドゥツィオーネと、フランスの製作会社ヴィアデュック・プロデュクシオンが製作、ロンドン、パリ、ロサンゼルス、ローマの4か国4都市でロケーション撮影を行って完成、同年10月31日にイタリア国内、同年12月17日にフランス国内でそれぞれ公開された。
日本では、東宝東和が輸入し、1985年（昭和60年）11月2日に劇場公開された。日本でのビデオグラムは、1988年（昭和63年）8月10日にVHSセル・レンタル、2000年（平成12年）10月25日にはアイ・ヴィ・シーからDVDがリリースされている。

## スタッフ
- プロデューサー : レオ・L・フックス
- 監督 : ブライアン・フォーブス（英語版）、エドゥアール・モリナロ、ジーン・ワイルダー、ディーノ・リージ
- 脚本 : レスリー・ブリカッセ、フランシス・ヴェベール、ジーン・ワイルダー、アージェ＝スカルペッリ
- 撮影 : クロード・ルコント、クロード・アゴスティーニ、ジェラルド・ハーシュフェルド、トニーノ・デリ・コリ
- 編集 : クリス・グリーンバリー、モニーク・イスナルドン、ロベール・イスナルドン、フィリップ・ショウ、アルベルト・ガッリッティ

## キャスト
クレジットされた俳優のみ。
クレジット順
- ロジャー・ムーア - Harry Lindon （第一話）広川太一郎
- リノ・ヴァンチュラ - François Quérole （第二話）宮川洋一
- ウーゴ・トニャッツィ - Armando （第四話）宮川洋一

- ジーン・ワイルダー - Skippy （第三話）広川太一郎

- リン・レッドグレイヴ - Lady Davina （第一話）小宮和枝

- キャスリーン・クインラン - Laurie （第三話）土井美加
- カトリーヌ・サルヴィア （Catherine Salviat） - Christine （第二話）達依久子

- プリシラ・バーンズ - Donna （第三話）高島雅羅
- リュー・ボシジオ （Liù Bosisio） - Anna （第四話）
- デンホルム・エリオット - Parker （第一話）峰恵研
- シルヴァ・コシナ - Zaira （第四話）
- ベバ・ロンカー （Beba" Lončar） - Marisa （第四話）
- ロッサナ・ポデスタ - Clara （第四話）
- ミレーナ・ヴコティッチ （Milena Vukotic） - Nora （第四話）川口明美
- ロバート・ウェッバー （Robert Webber） - Henry Morrison （第二話）小島敏彦
- ジョージ・ヒルゼン （George Hillsden） - （第一話）
- アデリータ・レクェーナ （Adelita Requena） - （第二話）
- トミー・デュガン （Tommy Duggan） - （第三話）
- ピエール・ドゥーグラス （Pierre Douglas） - Levègue （第二話）目黒裕一
- ミシェル・モンテル （Michèle Montel） - Michèle Perrin （第二話）
- マドレーヌ・バルビュレ （Madeleine Barbulée） - Mamie （第二話）
- ジーノ・ダ・ロンク （Gino Da Ronch） - （第四話）
- ロレンダーナ・デル・サント （ロリー・デル・サント、Lory Del Santo） - （第四話） (as Loredana Del Santo)
- ジャンフィリッポ・カルカーノ （Gianfilippo Carcano） - （第四話）
- ヴィットーリオ・ザルファティ （Vittorio Zarfati） - （第四話）
- マリア・テレーザ・ロンバルド （María Teresa Lombardo） - （第四話）
- ダイアン・クリッテンデン （Dianne Crittenden） - Maggie （第三話）さとうあい

- ルイス・アヴァロス （Luis Ávalos） - （第三話）
- ランドルフ・ドブズ （Randolph Dobbs） - （第三話）

## 関連事項
- 1985年の日本公開映画
- イタリア式コメディ

## 註
1. 1 2 3 4  Sunday Lovers, Internet Movie Database （英語）, 2010年9月7日閲覧。
2. 1 2  サンデー・ラバーズ、キネマ旬報映画データベース、2010年9月7日閲覧。
3. 1 2 3  サンデー・ラバーズ、allcinema ONLINE, 2010年9月7日閲覧。